# Station de Formiguères
Formiguères est une station de ski des Pyrénées françaises, située dans le département des Pyrénées-Orientales en région Occitanie.

## Géographie
Située sur le territoire de la commune de Formiguères dans le parc naturel régional des Pyrénées catalanes. L'altitude de la station varie entre 1 700 mètres et 2 400 mètres.

## Histoire
La station, ouverte en 1973 grâce à une route de 4 km, est accessible depuis le village de Formiguères en direction de la combe de la Calmazeilles, un site à 1 750 m d'altitude connu des locaux pour son enneigement abondant. La station démarre avec trois téléskis, une piste rouge, une bleue et une verte desservant le sommet des Perxes Blanches.
En 1976 un quatrième téléski est mis en service et permet de compléter le domaine avec notamment une piste noire.
En 1986 un grand bâtiment d'accueil est réalisé en pied de piste afin d'abriter les services nécessaires à la clientèle.
En 1989, la nouvelle équipe municipale décide de mettre en œuvre la nouvelle UTN déposée par l'équipe précédente. Ces travaux donnent au domaine la configuration qu'on lui connaît aujourd'hui. Le téléski de la Calmazeille est remplacé par un nouveau télésiège 4 places du constructeur Poma. Un deuxième appareil identique est réalisé. Le télésiège de la Serre de Maury permet une importante extension du domaine qui double en taille et atteint l'altitude de 2320m. Des pistes de tous niveaux (de la bleue à la noire) sont ouvertes dans ce vaste secteur en forêt.
Depuis 1989 les développements de la station se sont surtout orientés vers un équipement en neige de culture efficace. Des équipements devenus indispensables dans le contexte actuel de réchauffement climatique, et particulièrement dans cette zone des Pyrénées où l'enneigement a toujours été plus aléatoire que plus à l'ouest sur la chaîne. Les stations de Pyrénées Orientales ont été d'ailleurs les premières à négocier ce virage, avant toutes leurs consœurs. Cette anticipation fait qu'en définitive les stations du secteur sont bien moins impactés en termes de skiabilité par les hivers sans neige.

## Infrastructures
19 pistes (3 vertes, 6 bleues, 9 rouges et 1 noire), 6 remontées mécaniques : 2 télésièges 4 places et 4 téléskis, espace débutant avec tapis, boarder cross, pistes de ski de fond, salle hors sac.

## Notes et références

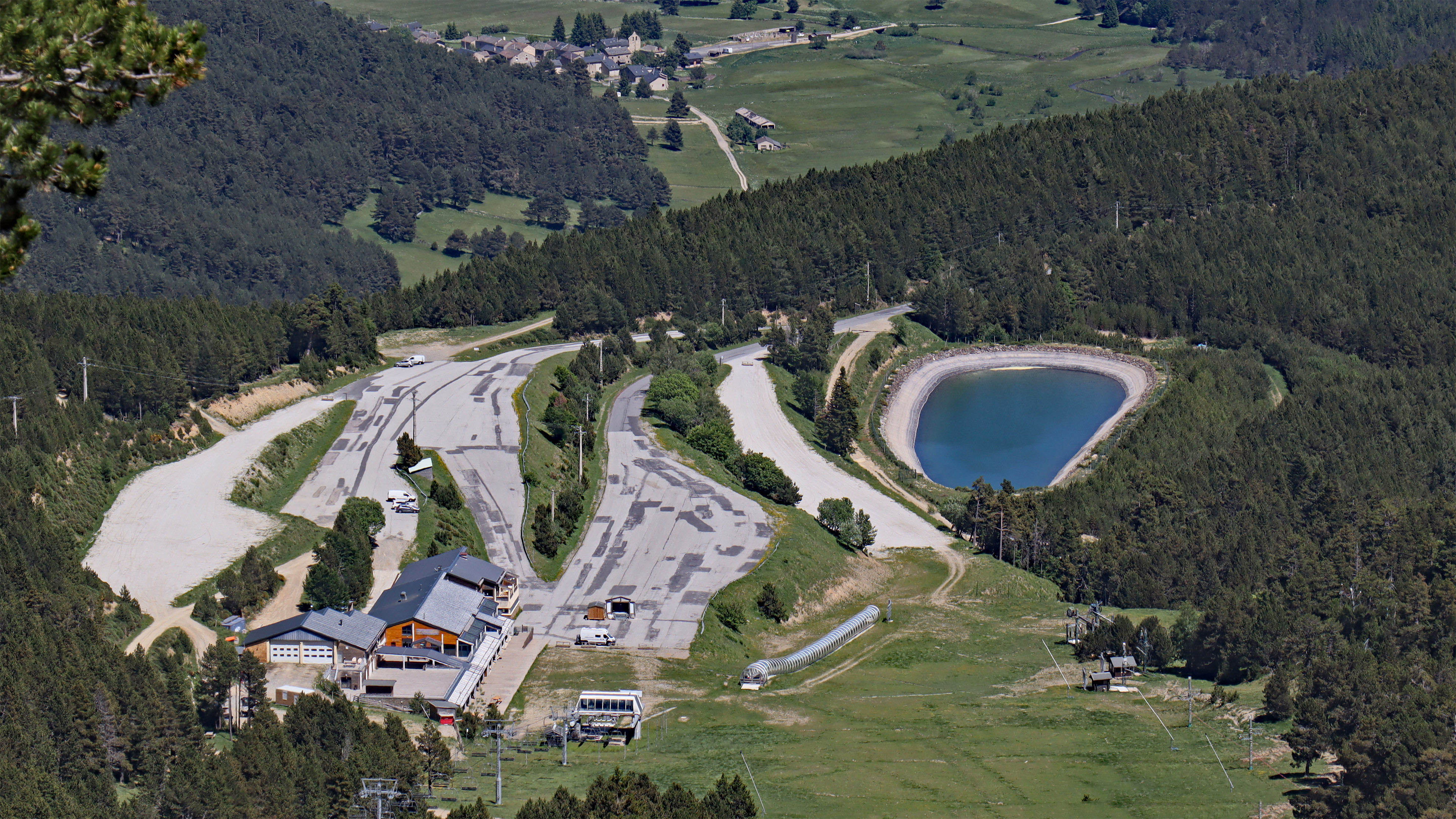
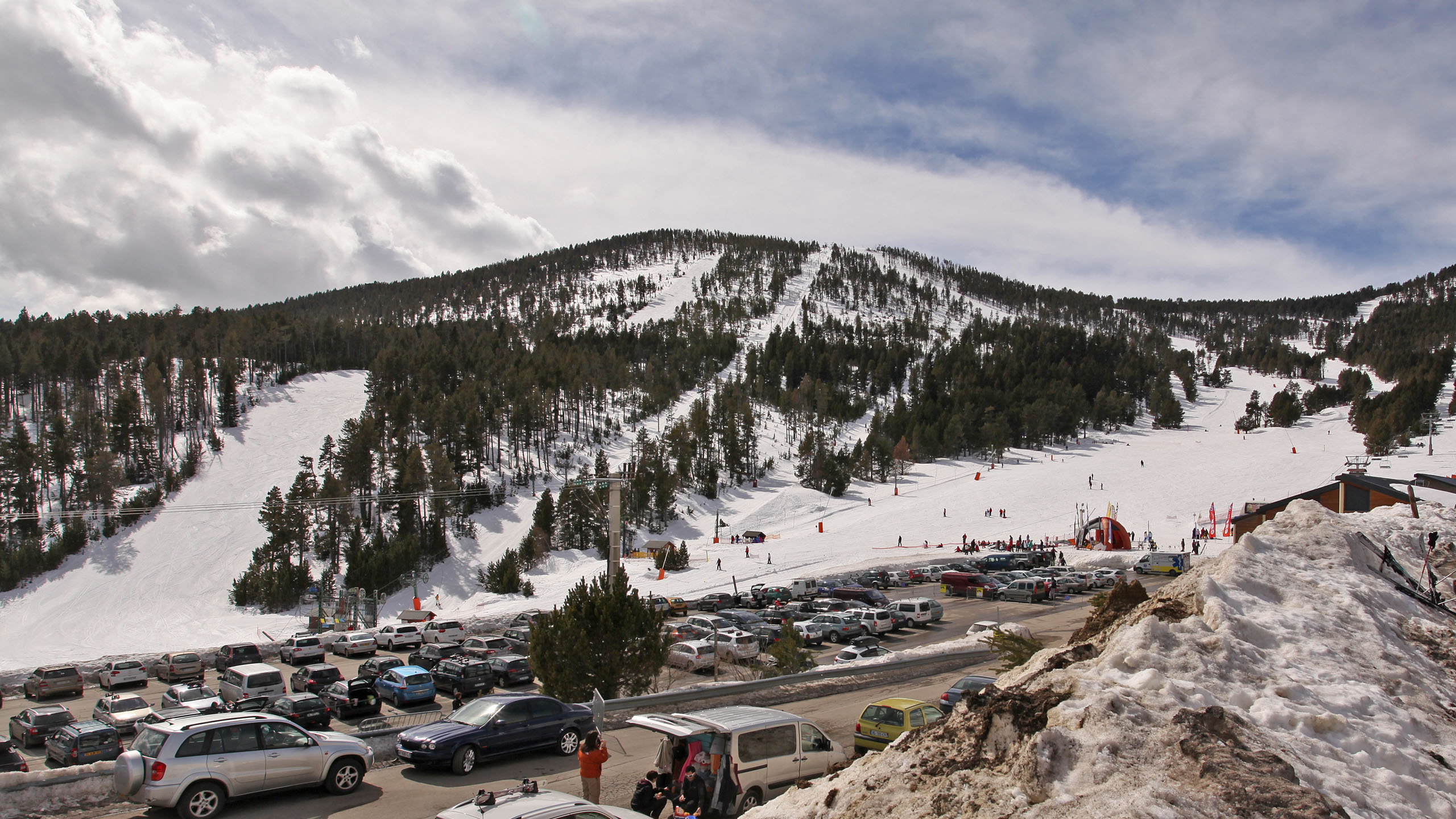
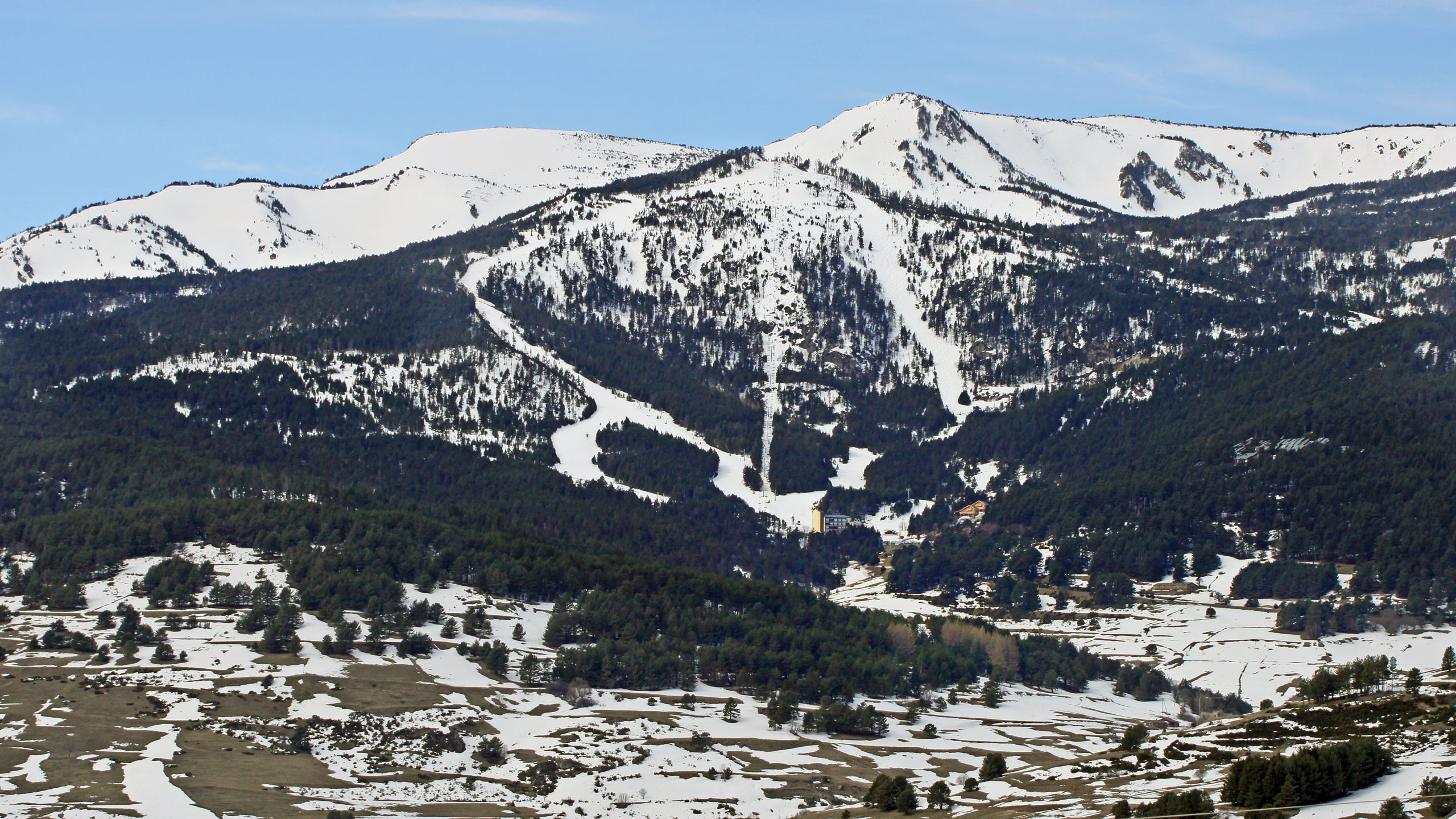
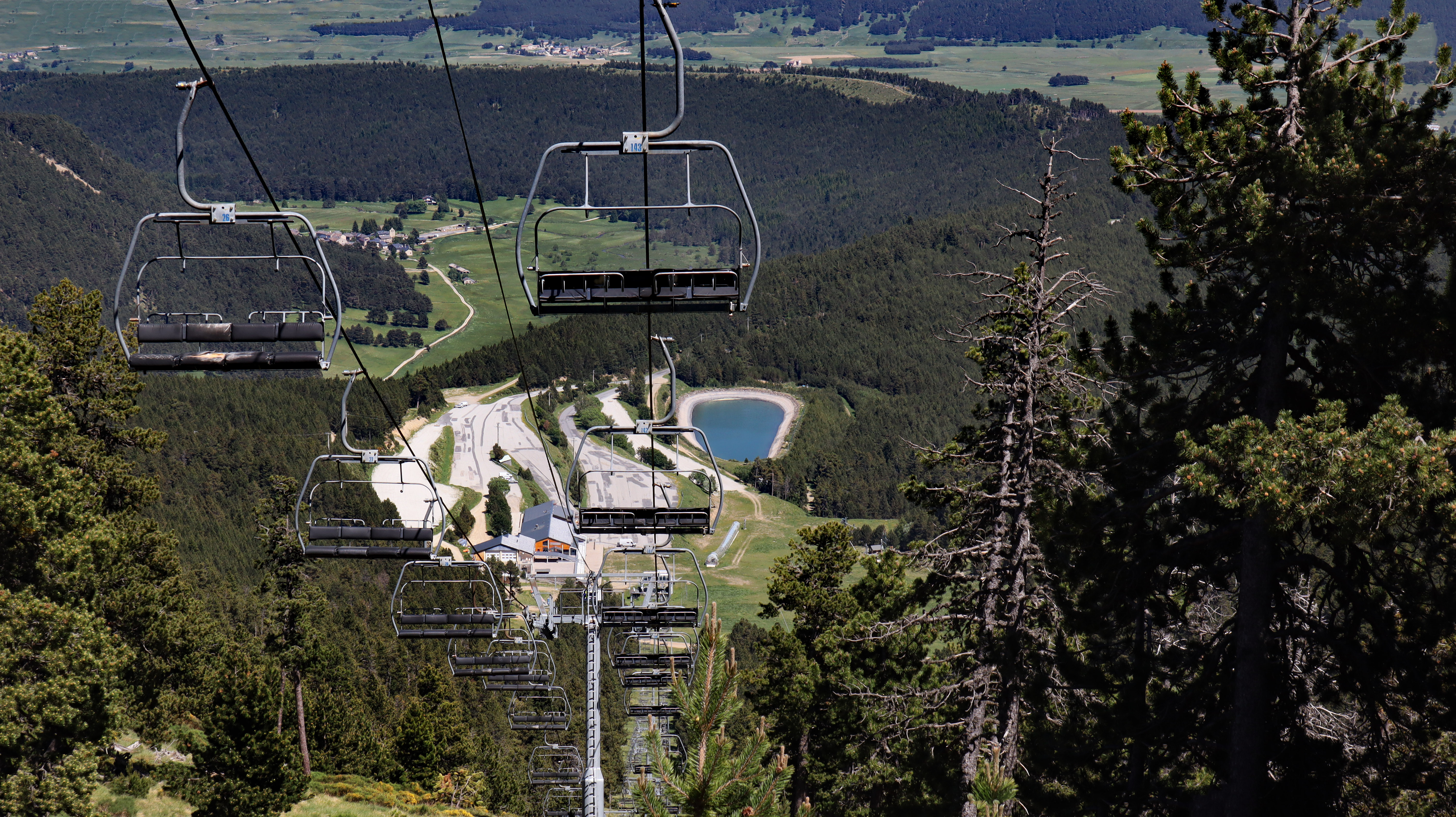